# Operació Ren
Operació Ren (títol original en anglès: Reindeer Games) és una pel·lícula estatunidenca de John Frankenheimer, estrenada el 2000 i doblada al català.

## Argument[2]
Després de fer-se passar pel seu company de cel·la mort davant la seva amiga, un exreclús participa malgrat ell en el robatori d'un casino.

## Repartiment
- Ben Affleck: Rudy Duncan
- Charlize Theron: Ashley Mercer
- Gary Sinise: Gabriel Mercer
- Dennis Farina: Jack Bangs
- James Frain: Nick Cassidy
- Donal Logue: Pug
- Ashton Kutcher: alumne d'institut